# フレデリック・デ・ハウトマン

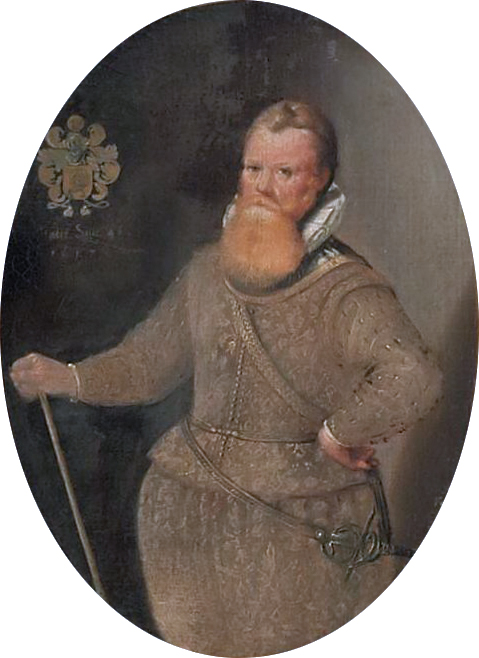
Frederick de Houtman

フレデリック・デ・ハウトマン、またはホウトマン（英：Frederick de Houtman またはFrederik de Houtman、1571年 - 1627年10月21日）はオランダの探検家。航海士のペーテル・ケイセルと共に南半球の星についての観測結果を残した。オランダの東インドへの航海の先駆者コルネリス・デ・ハウトマンの兄である。

## 人物
1595年から1597年の、最初のオランダから東インド諸島（インドネシア）への航海の間にケイセルの観測を手伝った。その後の航海でもケイセルの結果に新しく観測した星を加え、北スマトラのアチェのスルタンによって投獄された2年の間にマレー語の勉強と天文観測を行った。1603年にオランダに戻った後、天文観測の結果を『マレー語とマダガスカル語の辞書と文法書（Spraeck ende woordboeck inde Maleysche ende Madagaskarsche talen）』に付記した。ケイセルとハウトマンのつくった12の星座は、ヨハン・バイエルによって作られた星図『ウラノメトリア』に掲載された。
1619年の東インド会社の船ドルトレヒト号に乗船したハウトマンは、同じくアムステルダム号に乗船したヤーコプ・デーデル（Jacob d'Edel）と共にオーストラリアのデーデルスラント（d'Edelsland 、現在のパース）の沿岸に到達した。ジェラルトンの80キロ西方の沖に位置する島々と珊瑚礁の連なりであるハウトマン・アブローリョス（Houtman Abrolhos 、俗称：アブローリョス諸島）の名は彼にちなむ（アブローリョスは当時のポルトガル語で「沖合の岩礁」の意）。